# Leyes de la robótica
Las leyes de la robótica son un conjunto de leyes, reglas o principios, que están pensados como un marco fundamental para sustentar el comportamiento de los robots diseñados para tener cierto grado de autonomía. Los robots de este grado de complejidad aún no existen, pero han sido ampliamente anticipados en la Filosofía, capacidad personal como ventaja comparativa, ciencia ficción, las películas, y son un tema de investigación y desarrollo activo en los campos de la robótica y la inteligencia artificial.

## "Tres leyes de la robótica" de Isaac Asimov
El conjunto de leyes más conocido son las "Tres leyes de la robótica" de Isaac Asimov. Estas fueron introducidas en su cuento de 1942 "Runaround", aunque fueron presagiadas en algunas historias anteriores. Las tres leyes son:
1. Un robot no puede dañar a un ser humano o, por inacción, permitir que un ser humano sufra daños.
2. Un robot debe obedecer las órdenes que le den los seres humanos, excepto cuando tales órdenes entren en conflicto con la Primera Ley.
3. Un robot debe proteger su propia existencia siempre que dicha protección no entre en conflicto con la Primera o Segunda Ley.[1]

En The Evitable Conflict, las máquinas generalizan la Primera Ley para significar:
1. "Ninguna máquina puede dañar a la humanidad; o, por inacción, permitir que la humanidad sufra daños".

Esto se refinó al final de Fundación y Tierra, se introdujo una ley cero, con las tres originales reescritas adecuadamente como subordinadas a ella:
0. Un robot no puede dañar a la humanidad o, por inacción, permitir que la humanidad sufra daños.
Existen adaptaciones y extensiones basadas en este marco. A partir de 2011 siguen siendo un "dispositivo ficticio".

## Principios de robótica de EPSRC / AHRC
En 2011, el Consejo de Investigación de Ingeniería y Ciencias Físicas (EPSRC) y el Consejo de Investigación de Artes y Humanidades (AHRC) del Reino Unido publicaron conjuntamente un conjunto de cinco "principios éticos para diseñadores, constructores y usuarios de robots" en el mundo real, junto con siete "mensajes de alto nivel" destinados a ser transmitidos, basados en un taller de investigación de septiembre de 2010:
1. Los robots no deben diseñarse única o principalmente para matar o dañar a los seres humanos.
2. Los seres humanos, no los robots, son agentes responsables. Los robots son herramientas diseñadas para lograr los objetivos humanos.
3. Los robots deben diseñarse de manera que garanticen su seguridad y protección.
4. Los robots son artefactos; no deben diseñarse para explotar a los usuarios vulnerables provocando una respuesta emocional o dependencia. Siempre debería ser posible distinguir un robot de un humano.
5. Siempre debería ser posible averiguar quién es legalmente responsable de un robot.

Los mensajes que se pretendían transmitir eran:
1. Creemos que los robots tienen el potencial de proporcionar un inmenso impacto positivo a la sociedad. Queremos fomentar la investigación robótica responsable.
2. La mala práctica nos lastima a todos.
3. Abordar las preocupaciones públicas obvias nos ayudará a todos a progresar.
4. Es importante demostrar que nosotros, como especialistas en robótica, estamos comprometidos con los mejores estándares de práctica posibles.
5. Para comprender el contexto y las consecuencias de nuestra investigación, debemos trabajar con expertos de otras disciplinas, que incluyen: ciencias sociales, derecho, filosofía y artes.
6. Debemos considerar la ética de la transparencia: ¿hay límites para lo que debería estar disponible abiertamente?
7. Cuando vemos relatos erróneos en la prensa, nos comprometemos a tomarnos el tiempo para contactar a los periodistas que informan.

Los principios de EPSRC son ampliamente reconocidos como un punto de partida útil. En 2016 Tony Prescott organizó un taller para revisar estos principios, por ejemplo, para diferenciar los principios éticos de los legales.

## Leyes de Satya Nadella
En junio de 2016, Satya Nadella, CEO de Microsoft, tuvo una entrevista con la revista Slate y bosquejó aproximadamente cinco reglas para que las inteligencias artificiales sean observadas por sus diseñadores:
1. "La IA debe estar diseñada para ayudar a la humanidad", lo que significa que se debe respetar la autonomía humana.
2. "La IA debe ser transparente", lo que significa que los humanos deben saber y ser capaces de comprender cómo funcionan.
3. "La IA debe maximizar la eficiencia sin destruir la dignidad de las personas".
4. "La IA debe estar diseñada para una privacidad inteligente", lo que significa que se gana la confianza al proteger su información.
5. "La IA debe tener una responsabilidad algorítmica para que los humanos puedan deshacer un daño involuntario".
6. "La IA debe protegerse de los prejuicios" para no discriminar a las personas.

## "Leyes de la robótica" de Tilden
Mark W. Tilden es un físico robótico que fue pionero en el desarrollo de robótica simple. Sus tres principios / reglas rectores para los robots son:
1. Un robot debe proteger su existencia a toda costa.
2. Un robot debe obtener y mantener el acceso a su propia fuente de energía.
3. Un robot debe buscar continuamente mejores fuentes de energía.

Lo que es notable en estas tres reglas es que son básicamente reglas para la vida "salvaje", por lo que, en esencia, lo que Tilden declaró es que lo que quería era "proteger una especie de silicio en la sensibilidad, pero con control total sobre las especificaciones. No vegetal. No animal. Algo más."

## Desarrollo judicial
Ya se ha iniciado otra codificación terminológica integral para la evaluación jurídica de los avances tecnológicos en la industria de la robótica, principalmente en los países asiáticos. Este progreso representa una reinterpretación contemporánea del derecho (y la ética) en el campo de la robótica, una interpretación que asume un replanteamiento de las constelaciones legales tradicionales. Estos incluyen principalmente cuestiones de responsabilidad legal en el derecho civil y penal.